# Гордеев, Денис Викторович
Гордеев Денис Викторович (род. 04.06.1938, село Асаново, Комсомольский район, Чувашская АССР) — чувашский прозаик, поэт, журналист, народный писатель Чувашской Республики (2008), заслуженный работник культуры Чувашской Республики (2000). Член СП СССР (1978), лауреат премии имени К. Турхана.

## Биография
Денис Гордеев родился 4 июня 1938 года в деревне Асаново Комсомольского района Чувашской Республики.
Окончил Чувашский государственный педагогический институт (ныне университет) им. И. Я. Яковлева, Высшую партийную школу в Горьком.
Денис Викторович работал ответственным секретарем Комсомольской районной газеты «Октябрь ялавӗ» (Знамя Октября), редактором Моргаушской районной газеты «Ҫӗнтерӳ ялавӗ» (Знамя победы). В 1974—1976 годах занимал должность директора Чувашского книжного издательства.
Денис Гордеев известен как прозаик, поэт, публицист, журналист. В 80-е годы прошлого века после выхода сборника повестей и рассказов «Тӗрленӗ кӗпе» (Вышитая рубашка) и «Чи вӑрӑм кун» (Самый длинный день) он вошел в число ярких чувашских прозаиков. В последние годы на страницах местных газет и художественных журналов напечатаны рассказы: «Ăспа ăссăрлăх хушшинчи чăнлăх» (Истина между умом и безумием), «Кобра анне» (Мать кобра), «Çăтмах ырлăхĕ» (Райское блаженство), «Масар пуçĕ» (Начало кладбища), «Мĕлке» (Тень), «Мильешка», «Çурăк хут укçасем» (Оборванные бумажные деньги), «Çурта кунĕ» (День поминок), ряд публицистических статей по вопросам культуры и искусства, языка, политики и религии.

## Изданные произведения
1. Ҫурта кунӗ [Текст] : калавсемпе повеҫсем / Денис Гордеев. — Шупашкар, 2000. — 334 с.
2. Çич çунатлă курак [Текст] : повеҫсем / Д. Гордеев. — Шупашкар, 2002. — 270 с.
3. Макумба ташши : повеçсемпе калавсем / Д. Гордеев. — Шупашкар: Чăваш кĕнеке изд-ви, 2012. — 190 с. — (Танец макумбы).
4. Пăсташ : роман / Д. Гордеев. — Шупашкар : Чăваш кĕнеке изд-ви, 2005. — 319 с. — (Порча : роман).
5. Хӗрес хывнӑ хӗвел [Текст] : роман, повеҫсем / Денис Гордеев. — Шупашкар, 2008. — 414, [2] с. с.
6. Куккуклă сехет : калавсемпе повеçсм / Д. Гордеев. — Шупашкар : Чăваш кĕнеке изд-ви, 1988. — 352 с. — (Часы с кукушкой : рассказы и повести).
7. Гордеев, Д. Хуп хушшинчи çылăх : повеçпе роман / Д. Гордеев. — Шупашкар : Чăваш кĕнеке изд-ви, 2004. — 367 с. — (Тайный грех: повесть и роман).

## Награды и премии
- Заслуженный работник культуры Чувашской Республики (2000).
- Лауреат премии им. К. Турхана.
- Народный писатель Чувашской Республики (2008).